# Kazachs voetbalelftal in 1994
Het Kazachs voetbalelftal speelde in totaal vier interlands in het jaar 1994, het derde jaar als onafhankelijke staat nadat het land decennialang deel had uitgemaakt van de Sovjet-Unie. De ploeg stond in 1994 onder leiding van bondscoach Baurzhan Baymuhamedov, de opvolger van Bahtiyar Bayseitov. Kazachstan kwam in november 1994 voor het eerst voor op de in 1993 geïntroduceerde FIFA-wereldranglijst en bezette in de eerste twee maanden de 153ste plaats.

## Balans
| Wedstrijden | Wedstrijden | Wedstrijden | Wedstrijden | Doelpunten | Doelpunten | Doelpunten | Punten |
| Gespeeld    | Winst       | Gelijk      | Verlies     | Voor       | Tegen      | Saldo      | Punten |
| ----------- | ----------- | ----------- | ----------- | ---------- | ---------- | ---------- | ------ |
| 4           | 1           | 2           | 1           | 1          | 1          | 0          | 1.000  |

## Interlands
|                                                   |                       |       |              |                                                                                      |
| 11 april Tasjkent Toernooi № 8 «onderlinge duels» | Kazachstan            | 1 – 0 | Tadzjikistan | MHSK Stadion, Tasjkent Toeschouwers: 9.000 Scheidsrechter: Sardar Nadzhafaliev (UZB) |
| 11 april Tasjkent Toernooi № 8 «onderlinge duels» | Oleg Kapoestnikov 47' |       |              | MHSK Stadion, Tasjkent Toeschouwers: 9.000 Scheidsrechter: Sardar Nadzhafaliev (UZB) |

|                                                   |                               |       |            |                                                                                          |
| 13 april Tasjkent Toernooi № 9 «onderlinge duels» | Oezbekistan                   | 1 – 0 | Kazachstan | Pakhtakor Stadion, Tasjkent Toeschouwers: 45.000 Scheidsrechter: Abdoeraim Babajev (TJK) |
| 13 april Tasjkent Toernooi № 9 «onderlinge duels» | Aleksandr Tichonov 77' (pen.) |       |            | Pakhtakor Stadion, Tasjkent Toeschouwers: 45.000 Scheidsrechter: Abdoeraim Babajev (TJK) |

|                                                    |              |       |            |                                                                                      |
| 15 april Tasjkent Toernooi № 10 «onderlinge duels» | Turkmenistan | 0 – 0 | Kazachstan | Pakhtakor Stadion, Tasjkent Toeschouwers: 10.000 Scheidsrechter: Z. Abdullayev (UZB) |
| 15 april Tasjkent Toernooi № 10 «onderlinge duels» |              |       |            | Pakhtakor Stadion, Tasjkent Toeschouwers: 10.000 Scheidsrechter: Z. Abdullayev (UZB) |

|                                                    |            |       |          |                                                                                       |
| 17 april Tasjkent Toernooi № 11 «onderlinge duels» | Kazachstan | 0 – 0 | Kirgizië | Pakhtakor Stadion, Tasjkent Toeschouwers: 2.900 Scheidsrechter: Babur Khaydarov (UZB) |
| 17 april Tasjkent Toernooi № 11 «onderlinge duels» |            |       |          | Pakhtakor Stadion, Tasjkent Toeschouwers: 2.900 Scheidsrechter: Babur Khaydarov (UZB) |

## Statistieken
| Igor Nikolenko         | 1970-03-30 | Zhiger Shymkent       | 2 | 0 | 0 | 2 | 0 |
| Oleg Voskobojnikov     | 1971-07-04 | SKIF-Ordabasy Şımkent | 2 | 0 | 0 | 2 | 0 |
| Verdediging            |            |                       |   |   |   |   |   |
| Aleksandr Lisin        | 1971-10-31 | Tsesna Akmola         | 4 | 0 | 0 |   |   |
| Kanat Musataev         | 1970-07-06 | Elimay Semey          | 4 | 0 | 0 |   |   |
| Ruslan Gumar           | 1973-11-18 | Batyr Ekibastuz       | 3 | 0 | 0 |   |   |
| Aleksandr Gorboenov    | 1961-03-08 | Zhiger Shymkent       | 2 | 0 | 0 |   |   |
| Kairat Slambekov       | 1966-06-26 | Zhiger Shymkent       | 2 | 0 | 0 |   |   |
| Bakhytzhan Ensebaev    | 1972-04-08 | Zhiger Shymkent       | 0 | 1 | 0 |   |   |
| Middenveld             |            |                       |   |   |   |   |   |
| Andrej Mirosjnitsjenko | 1968-12-21 | Aktyubinets Aktobe    | 4 | 0 | 0 |   |   |
| Andrej Koerdjoemov     | 1972-03-23 | Sjachtjor Karaganda   | 2 | 1 | 0 |   |   |
| Maksim Nizovtsev       | 1972-09-09 | Khimik Kostanay       | 1 | 3 | 0 |   |   |
| Faizulla Urdabaev      | 1966-11-10 | Zhiger Shymkent       | 0 | 1 | 0 |   |   |
| Aanval                 |            |                       |   |   |   |   |   |
| Nikolaj Koerganski     | 1961-03-19 | PK-37 Iisalmi         | 4 | 0 | 0 |   |   |
| Tleukhan Turmagambetov | 1965-11-18 | Zhiger Shymkent       | 4 | 0 | 0 |   |   |
| Oleg Kapoestnikov      | 1972-05-05 | Metalurh Zaporizhzhya | 3 | 0 | 1 |   |   |
| Kairat Aubakirov       | 1971-03-08 | Elimay Semey          | 3 | 0 | 0 |   |   |
| Guram Makaev           | 1970-02-13 | Batyr Ekibastuz       | 3 | 0 | 0 |   |   |
| Timur Sisenov          | 1972-06-20 | SKIF-Ordabasy Şımkent | 1 | 0 | 0 |   |   |

KFF · A-internationals · Bondscoaches · Statistieken · Kazachs vrouwenelftal · Olympisch elftal · Kazachstan U21 · Kazachstan U20 · Kazachstan U19 · Kazachstan U18 · Kazachstan U17
1992 – 1999 · 2000 – 2009 · 2010 – 2019 · 2020 – 2029
1992 · 1993 · 1994 · 1995 · 1996 · 1997 · 1998 · 1999 · 2000 · 2001 · 2002 · 2003 · 2004 · 2005 · 2006 · 2007 · 2008 · 2009 · 2010 · 2011 · 2012 · 2013 · 2014 · 2015 · 2016 · 2017 · 2018 · 2019 · 2020 · 2021 · 2022 · 2023 ·
2024 · 2025
Albanië ·
Andorra ·
Armenië ·
Azerbeidzjan ·
Bahrein ·
België ·
Bosnië en Herzegovina ·
Bulgarije ·
Burkina Faso ·
China ·
Curaçao ·
Cyprus ·
Denemarken ·
Duitsland ·
Engeland ·
Estland ·
Faeröer ·
Finland ·
Frankrijk ·
Georgië ·
Griekenland ·
Hongarije · 
Ierland ·
IJsland ·
Irak ·
Iran ·
Japan ·
Jordanië ·
Kirgizië ·
Koeweit ·
Kroatië ·
Laos ·
Letland ·
Libanon ·
Libië ·
Liechtenstein ·
Litouwen ·
Litouwen ·
Luxemburg ·
Malta ·
Moldavië ·
Montenegro ·
Nederland ·
Nepal ·
Noord-Ierland ·
Noord-Korea ·
Noord-Macedonië ·
Noorwegen ·
Oekraïne ·
Oezbekistan ·
Oman ·
Oostenrijk ·
Pakistan ·
Palestina ·
Polen ·
Portugal ·
Qatar ·
Roemenië ·  
Rusland ·
San Marino ·
Saoedi-Arabië ·
Schotland ·
Servië ·
Singapore ·
Slovenië ·
Slowakije ·
Syrië ·
Tadzjikistan ·
Thailand ·
Tsjechië ·
Turkmenistan ·
Turkije ·
Verenigde Arabische Emiraten ·
Vietnam ·
Wales ·
Wit-Rusland ·
Zuid-Korea ·
Zweden